# Zealandcyclops haywardi
Zealandcyclops haywardi – gatunek widłonoga z rodziny Cyclopidae. Nazwa naukowa tego gatunku skorupiaków została opublikowana w 2005 roku przez Tomislava Karanovica.